# Temple de Janus (Autun)
Pour les articles homonymes, voir Temple de Janus et Temple de Janus (Forum Holitorium).
Pour un article plus général, voir Fanum.
Le temple dit « de Janus », est un édifice cultuel d'inspiration celto-romaine situé à Autun, dans le département de Saône-et-Loire, en France, au nord-ouest de la cité antique d'Augustodunum.
Ce temple s'inscrit au sein d'un vaste sanctuaire dont les fouilles, commencées en 2013 et poursuivies jusqu'en 2016, puis 2019, dévoilent l'étendue et la complexité, dans un secteur dont l'occupation remonte au Néolithique et qui a connu une phase importante de constructions monumentales au Ier siècle de notre ère ; il a été abandonné au tout-début du haut Moyen Âge, mais ses structures ont été réutilisées pour la confection d'un ouvrage défensif médiéval. Sont conservés deux pans de sa cella carrée sur une hauteur de plus de 20 mètres ainsi que des vestiges des fondations de son péribole et de ses constructions annexes. La dédicace du temple à la divinité romaine Janus ne repose sur aucun fait archéologique ou historique et la divinité vénérée dans ce temple est inconnue.
Le temple de Janus est inscrit sur la première liste, établie en 1840, des monuments historiques français protégés.

## Localisation

Localisation du temple de Janus sur un plan antique d'Augustodunum.

Le temple est situé à l'extérieur de l'enceinte antique d'Augustodunum, à quelque 400 m au Nord-Ouest de la ville, au lieu-dit la Genetoye (lieu planté de genêts, que l'historien Saint-Julien de Balleure interpréta comme une corruption du nom latin Jani tecto, « toit de Janus », d'où l'attribution erronée au temple à Janus), en bordure de la voie antique qui, après la porte d'Arroux et une fois franchi l'Arroux, se dirige vers Lutèce (Paris) par l'ouest, la vallée de la Loire et Cenabum (Orléans),.
Le site est implanté à l'altitude moyenne de 290 mètres sur un plateau qui s'abaisse progressivement vers les vallées de l'Arroux au sud et du Ternin, l'un de ses affluents, à l'est.

## Histoire

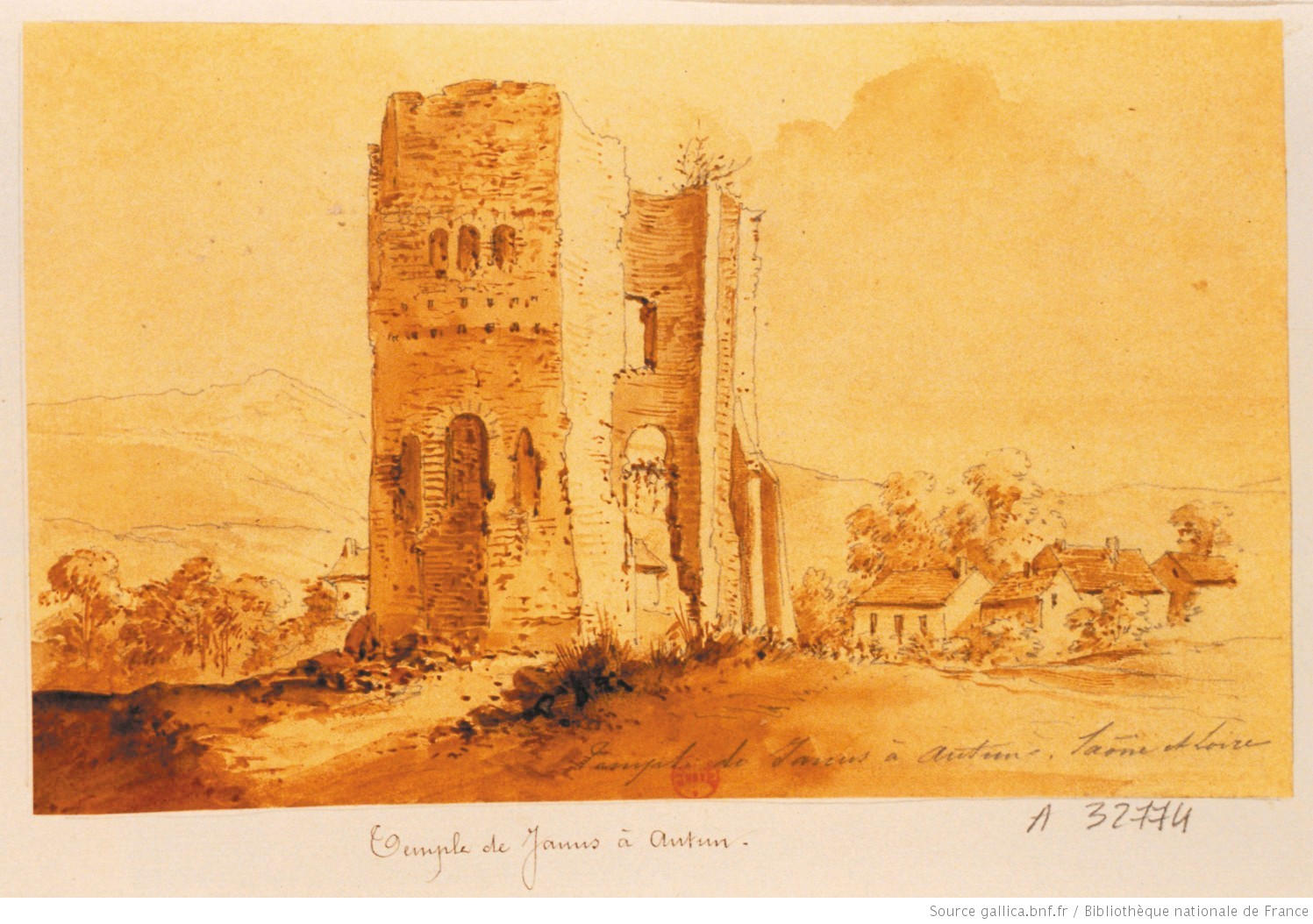
Temple de Janus à Autun. Saône et Loire par Hippolyte Destailleur, XIXe siècle.

L'histoire du temple est indissociable de celle de l'ensemble dans lequel il s'inscrit ; le site de la Genetoye est occupé dès le Néolithique puis sans discontinuité importante jusqu'au Moyen Âge.
La prospection géophysique et la photographie aérienne ont démontré l'existence d'une vaste enceinte néolithique, accompagnée d'aménagements à la fonction mal définie.
Les fouilles en cours depuis 2012 sur le site ont révélé la présence d'une occupation laténienne se poursuivant jusqu'à l'époque augustéenne. Des aménagements, dont la nature et la fonction restent à définir (peut-être un premier édifice cultuel gaulois), ont également été retrouvés sous l'emprise du temple ; ils sont datés de la première moitié du Ier siècle et justifient peut-être que ce complexe cultuel a pu jouer un rôle déterminant dans le choix de l'implantation de la nouvelle capitale des Eduens sur le site topographique d'Autun. Le théâtre du Haut-du-Verger, découvert dans le même secteur en 1976 et fouillé l'année suivante, a lui aussi succédé au même emplacement à un autre édifice. Les principaux monuments du site, dont les thermes, le théâtre et le temple de Janus, semblent être construits dans la seconde moitié du Ier siècle ou au tout-début du IIe siècle, avec des remaniements et des aménagements postérieurs. Le site a pu accueillir une présence militaire à la fin du IIIe siècle, période au-delà de laquelle aucun indice probant d'occupation n'est recensé.
Au Moyen Âge, la cella du temple est réutilisée pour la construction d'un dispositif fortifié comportant un fossé ; cette disposition explique peut-être en partie le bon état de conservation du temple.
Le temple de Janus est classé au titre des monuments historiques par la liste de 1840.

## Description
Le temple de Janus date probablement de la seconde moitié du Ier siècle apr. J.-C., comme l'ensemble des principaux monuments d'Augustodunum.
Même s'il s'agit bien d'un monument antique, sa prétendue dédicace au culte de Janus ne repose sur aucune réalité ; la divinité à laquelle il était consacré est inconnue. Le nom de Janus pourrait n'être qu'une déformation du toponyme Genetoye (lieu où poussent les genêts, attesté dès le XVIe siècle) et, près du temple, une plaque explicative le rappelle :

« Au nord-ouest de la ville antique, sur la rive droite de l'Arroux, se développait un quartier dont le seul vestige visible, le temple dit « de Janus » souligne la vocation cultuelle. […] La forme particulière de ce temple, dit fanum est de tradition gauloise quoique sa technique de construction, datable du Ier siècle de notre ère soit romaine. Le nom de Janus lui a été associé à tort au XVIe siècle par l'historien Pierre de Saint-Julien de Balleure qui interprètera ainsi le nom du secteur où il s'élève : La Genetoye. Ce terme désigne en fait un lieu où poussent des genêts. La divinité vénérée ici, reste totalement inconnue. […] »

### Le sanctuaire (cellaet galerie)

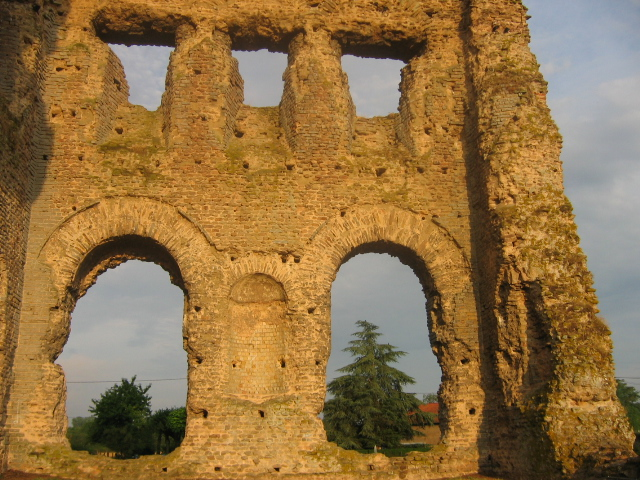
Détail des niches intérieures du mur ouest de la cella (deux niches en arcade encadrant la niche en cul-de-four).

La cella est établie sur un plan presque carré (16,80 × 16,35 m) et son élévation est conservée sur 24 m environ, un record pour la Gaule. Les murs ont une épaisseur de 2,2 m, bâtis en petit appareil soigné. L'entrée devait se faire par un des murs disparus, probablement du côté est.

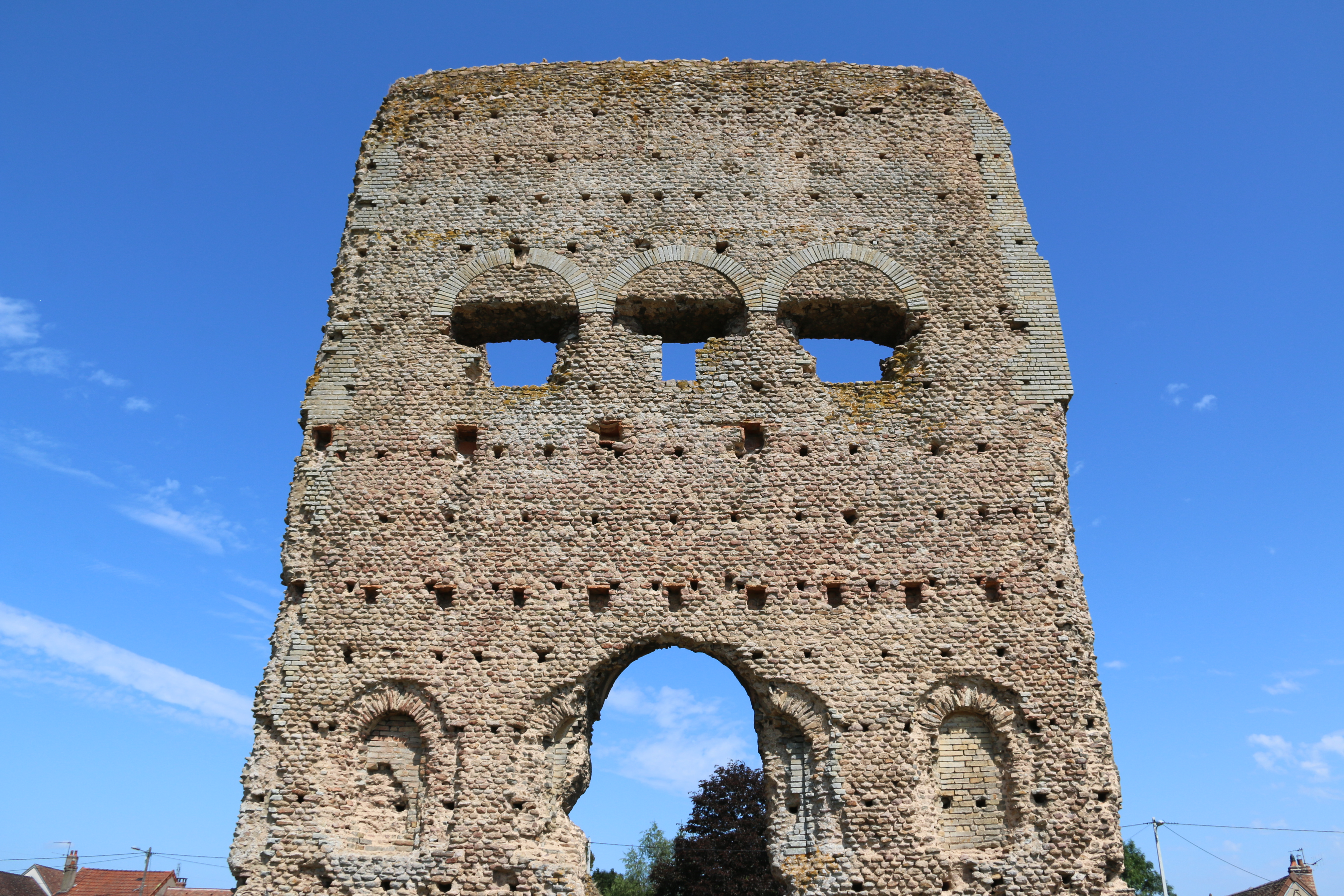
Détail des gros trous de boulins correspondant à l'emplacement des poutres de la charpente d'une galerie extérieure couverte qui circulait tout autour de la cella (face extérieure du temple).

Deux murs (sud et ouest) sont intégralement conservés et l'amorce des deux autres est encore visible. Le parement des murs fait intégralement appel au petit appareil de moellons carrés de grès sans inclusions de terres cuites et les trous de boulins ayant supporté les échafaudages sont encore visibles ; le noyau du mur est composé d'un blocage en moellons noyés dans le mortier. Le mur est devait probablement être percé de la porte d'entrée de la cella, une disposition courante sur les temples celto-romains. La face extérieure des murs comportait quatre niches abritant des statues et trois petites ouvertures surmontées d'arcs de décharge en pierres à 13 m de haut qui éclairaient l'intérieur de la cella. La face intérieure du mur était creusée de quatre grandes niches plates en arcade, larges de 3 m et hautes de 5,6 m mais leur fond a disparu pour laisser place à des trous béants : une brèche dans le mur plus fin en raison du creusement de ces niches donne maintenant l'aspect de grandes baies. Le mur ouest présente en son centre une niche en cul-de-four qui, face à l'entrée, abritait peut-être la statue de la divinité à laquelle le temple était consacré. La cella était pavée en opus sectile dont des fragments ont été retrouvés et un édicule dont le soubassement est toujours en place était installé en son centre. Elle devait être couverte d'un toit à quatre pans.
Des trous de poutres sur la face extérieure des murs à 9 mètres au-dessus du sol et des soubassements parallèles aux murs et à 5,4 m de ceux-ci sont les preuves de l'existence d'une galerie couverte qui faisait le tour de la cella, selon le modèle de temple gallo-romain observé à Périgueux avec la Tour de Vésone. Cette galerie était probablement composée de colonnes établies sur le mur périptère et supportant un toit en pente.

### Le péribole
Un péribole délimitait l'aire sacrée autour du sanctuaire, comme c'est fréquemment le cas pour ce type d'édifice. Les dimensions proposées après les fouilles du XIXe siècle (75 × 50 m) ne peuvent être confirmées. Les études entreprises en 2012 ont mis en évidence l'existence de deux périboles successifs et concentriques, le plus ancien, peut-être équipé d'un portique, pouvant être rattaché au temple de Janus ou à un édifice cultuel antérieur. Au sud de la cella et dans l'enceinte du péribole, des murs arasés peuvent témoigner de la présence d'un édifice annexe,.

## L'archéologie du temple et de ses abords

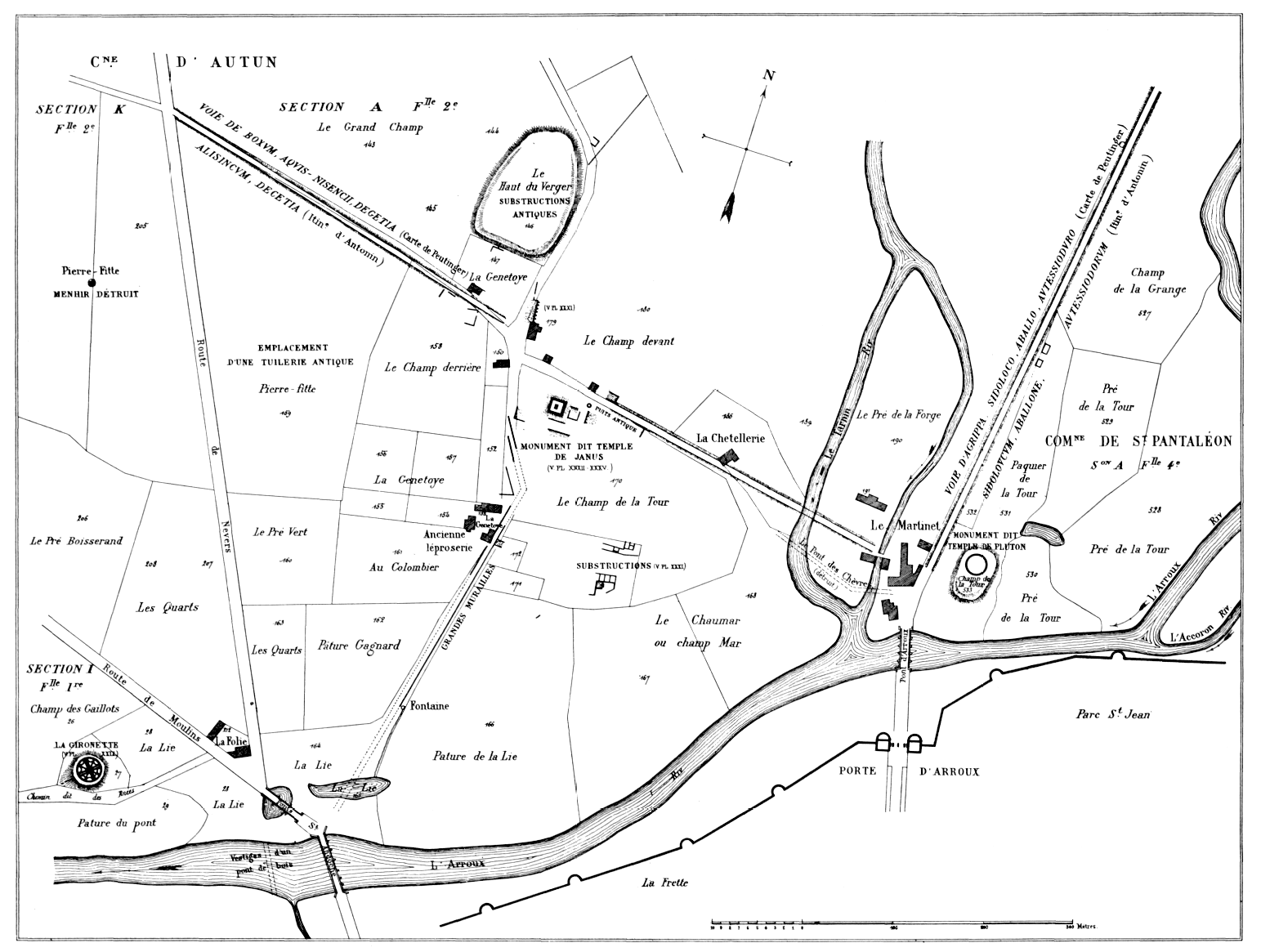
Plan de la Genetoye levé en 1872 après les fouilles de J.-G. Bulliot.

En 1871, Jacques Gabriel Bulliot entreprend, au nord-ouest d'Autun et autour du temple, des fouilles qui aboutissent à l'établissement d'un plan détaillé levé par Jean Roidot-Déléage ; Jean Roidot-Déléage consacre également au temple de Janus huit planches de relevés et de dessins qui ne sont publiées et commentés qu'en 1963. Des structures que l'on suppose néolithiques sont mises au jour en 1886. Jusqu'aux années 1970, aucune fouille n'est effectuée dans le secteur du temple de Janus.
Les campagnes de prospection aérienne menées par René Goguey aboutissent en 1976 à la découverte du théâtre du Haut-du-Verger, ce qui permet de rassembler les informations éparses obtenues sur ce quartier qui est désormais vu comme un vaste sanctuaire périurbain ayant « fonction de fédérer les différents cultes de la Cité ». Dans les années qui suivent, les pouvoirs publics procèdent à l'acquisition des terrains concernés, afin de pouvoir y effectuer des fouilles. Les prospections aériennes se poursuivent jusque dans les années 2000 et, en 2009, une campagne de prospection magnétique vient compléter les données obtenues. Un vaste chantier de fouilles et d'études est mis en place sur le site en 2012 ; commencé en 2013, il doit s'achever en 2016 et proposer une vision globale du quartier de la Genetoye, tant sur le plan géographique qu'historique. Les fouilles sur le secteur et aux alentours, se sont poursuivies ensuite, de 2017 à 2019.